# Las vírgenes de la cumbia
Las vírgenes de la cumbia es una serie de televisión protagonizada por Carolina Infante,  Maricarmen Marín, Tula Rodríguez, Marisela Puicón y Magdiel Ugaz. Se emitió por Latina en el año 2006, que se basó en historias de chicas en su sueño de formar un grupo de tecnocumbia.
El programa, que aumentó la popularidad de la cumbia peruana, se retransmitió en los Estados Unidos.

## Sinopsis
Salvador «Mágico» Sandoval (Toño Vega) es un compositor de salsa retirado que se gana la vida como taxista. Tras varios años decide retomar su carrera como productor musical y formar un grupo musical femenino de tres integrantes. En su búsqueda encuentra a Fátima Díaz (Maricarmen Marín), una corista de un grupo parroquial; Guadalupe (Carolina Infante), quien llega desde Piura para triunfar y cumplir su sueño; y Mercedes (Tula Rodríguez), una mujer del Callao que se encuentra de casualidad con Mágico cuando este le hace el servicio de taxi. Con las tres integrantes ya reunidas Mágico forma el grupo Las tres Marías. Días después de grabar su primera canción realizaron su primera presentación que fue caótico por la torpeza de las integrantes entre sí, causando un alboroto en el local donde se presentaban.
Por otro lado, llega María García (Marisela Puicón) desde Iquitos huyendo de su mánager explotador. Su hermano pide a Manolo Gil (Alfredo Lévano) ingresar al grupo para lanzarse a la fama. Es ahí que se conforma el nuevo grupo Las vírgenes de la cumbia.
En la segunda temporada el grupo reformado con la salida de María, quien fue reemplazada por Lourdes (Magdyel Ugaz) en un casting nacional. Posteriormente Malena (Milagros Pedreschi), Soledad (Vanessa Jerí) y Jennifer (Maricielo Effio) junto a María formarían Las Diablitas del Sabor, su principal rival, gestionado por Milady Carbajal (Tatiana Espinoza), una cantante de música criolla y expareja de Mágico, con el apoyo de Yermán (André Silva) y Freddy (Alberick García).

## Elenco
- Maricarmen Marín es Fátima Díaz López[12]
- Tula Rodríguez es Mercedes «Meche» Reynoso Martínez[12]
- Carolina Infante es Guadalupe Viera Carreño[12]
- Marisela Puicón es María García Santos[13]
- Magdyel Ugaz es Lourdes Guerra Izquierdo[12]
- Toño Vega es Salvador «Mágico» Sandoval
- Ramón García es Héctor
- Natalia Montoya es Milagritos
- Franklin Dávalos es Tito
- Carlos «Tomate» Barraza
- Ana María Jordán es Esperanza
- Ramsay Ross es Padre Thomas
- Joaquín de Orbegoso es Franklin «Coyote»
- Liliana Alegría es Martha
- Edwin Vásquez es Óscar Ponce
- Alberick García es Freddy
- Jorge Villanueva es Antonio
- Francisco Cabrera es Balita Gutiérrez
- Marcelo Oxenford es Kiko
- Christopher Gianotti es Giovani
- Ricardo Rondón es Santiago Jáuregui
- Vanessa Jerí es Soledad Quintanilla
- Milagros Pedreschi es Malena
- Maricielo Effio es Jennifer
- Tatiana Espinoza es Milady Carbajal
- Oscar López Arias es Joseph
- César Ritter es Renato «el Gallo»
- Pold Gastello es Meteoro
- Billy Bell Taylor es Comandante Juan Herrera
- Ismael Contreras es Francisco
- Lilian Nieto es Yolanda
- Nicolás Fantinato es señor Céspedes
- Clelia Francesconi
- Rodrigo Sánchez Patiño es Alonso
- Jenny Hurtado es Yahaira
- Paula Marijuán como Nicole
- André Silva es Percy «Yerman»
- Luigi Monteghirfo es Rubén Sandoval
- Alfredo Lévano es Manolo Gil
- Alana La Madrid como Enfermera
- Michelle Alexander como ella misma (cameo)

## Producción
En 2006 Yashim Bahamonde propuso crear una historia centrada en personas dedicadas a la música. En octubre de 2006 la telenovela que transmitió en las noches superó en audiencia a Magaly TeVe, en que coincidió emitirse a las 21 horas.
Después del éxito, hubo series derivativas sobre cumbia. Frecuencia Latina sacó una parodia de la agrupación para Sabrosas en 2008. Un año después, Michelle Alexander sacó al aire Los del Barrio que contenía la misma temática musical y algunos actores de Vírgenes de la cumbia.

## Reencuentro
El 18 de junio de 2016, al celebrarse el cumpleaños de la productora de la miniserie Michelle Alexander, además del décimo aniversario de su productora Del Barrio, se reencontraron las actrices Maricarmen Marín, Tula Rodríguez, Magdyel Ugaz y Carolina Infante, cantando el tema principal de la miniserie.

## Premios y nominaciones
| Año  | Premio                       | Categoría                                        | Resultado | Ref.   |
| ---- | ---------------------------- | ------------------------------------------------ | --------- | ------ |
| 2006 | Premios Luces de El Comercio | Mejor serie/miniserie                            | Nominado  | [ 21 ] |
| 2006 | Premios Luces de El Comercio | Mejor actriz (por Magdiel Ugaz y Tula Rodríguez) | Nominado  | [ 21 ] |